# TDL-4
تي دي إل 4 (بالإنجليزية: TDL-4)‏ عبارة عن بوت نت متقدم للغاية من الجيل الرابع، موجود عالمياً (أكثر من ربع الأجهزة المصابة هي في الولايات المتحدة) واسم الروتكيت التي تشغل البوت نت (أيضا معروفة باسم اليريون). فوق 4.5 جهاز تعرض للإصابة في أول ثلاث أشهر من 2011، واستمر نمو البوت نت بعد ذلك.

## الإصابة الأولية
ظهر للمرة الأولى في 2008 كـ TLD-1 الذي أمكن كاسبرسكي لاب من الكشف عنه في أبريل من نفس العام. لاحقاً ظهر إلإصدار الثاني المعروف بـ TLD-2 في أوائل عام 2009. بعد مرور بعض الوقت أصبح TLD-2 معروف، فظهر الإصادر الثالث الذي تمت تسميتة بـ TLD-3. هذا أدى في نهاية المطاف إلى TLD-4.

## الكشف والإزالة
كان في كثير من الأحيان ملاحظ من الصحفيين أنه «غير قابل للتدمير» في 2011، بالرغم من أنه قابل للإزالة بأدوات مثل TDSSKiller من شركة كاسبرسكي لاب. 

## عملياتة وتأثيرة
يقوم بإصابة سجل الإقلاع الرئيسي من الجهاز المستهدف، مما يجعله من الصعب الكشف عنه وإزالته. التطويرات الرئيسية للبوت تشمل تشفير الاتصالات، وتحكم لا مركزي باستخدام شبكة ند لند، وأيضا حذف البرامج الخبيثة الآخرى.